# Sôl austan, Mâni vestan
Sôl austan, Mâni vestan (in norreno antico significa "Est del sole, Ovest della luna") è il decimo album in studio pubblicato dalla one man band black metal/dark ambient norvegese Burzum.
È stato pubblicato dalla Byelobog Productions il 27 maggio 2013.
L'album è la colonna sonora del film ForeBears, diretto, scritto e prodotto dalla moglie di Varg Vikernes (alias Burzum), Marie Cachet.

## Tracce
1. Sôl austan – 4:22
2. Rûnar Munt Þû Finna – 3:28
3. Sôlarrâs – 4:04
4. Haugaeldr – 7:26
5. Feðrahellir – 5:21
6. Sôlarguði – 7:12
7. Ganga At Sôlu – 5:58
8. Hîð – 6:23
9. Heljarmyrkr – 4:02
10. Mâni Vestan – 5:55
11. Sôlbjörg – 4:00

## Formazione
- Varg Vikernes - tutti gli strumenti